# Mihintale
Mihintale je planinski vrh blizu Anuradhapure na Šrilanki. Domačini verjamejo, da je to mesto srečanja med budističnim menihom Mahdijem in kraljem Devanampiyatisom, ko se je začela prisotnost budizma na Šrilanki. Zdaj je romarsko območje in mesto več verskih spomenikov in zapuščenih struktur.

## Zgodovina
Osem kilometrov vzhodno od mesta Anuradhapura, blizu ceste Anuradhapura-Trincomalee, je "Missaka Pabbata", ki je visoka 300 m in je eden od vrhov gorskega območja.
Po mnenju Dipavamse in Mahavamse je Tera Mahinda prišel na Šrilanko iz Indije ob polni Luni v mesecu poson (junij) in se srečal s kraljem Devanampiyatisom in ljudmi ter oznanjal doktrino. Tradicionalno mesto, na katerem so se srečali, so spoštovali budisti Šrilanke. Zato v mesecu poson budisti opravijo svojo romanje v Anuradhapuro in Mihintale.
Mahinda je bil sin cesarja Ašoka iz Indije. Kralj Ašoka je prevzel budizem, potem ko ga je navdahnil zelo majhen menih poimenovan »Nigrodha«. Kralja, ki je bil zelo žalosten po tem, ko je videl izgubo življenj, ki so jih povzročile njegove vojne, da bi razširili svoje cesarstvo, je prizadel miren pogled tega mladega meniha. Srečanje je postalo prelomnica v njegovem življenju, nato pa se je odrekel vojnam. Odločen je bil razširiti sporočilo miru, da bi nevtraliziral učinke škode, ki jo je povzročil s svojo vojsko. Tudi njegov sin in hči sta bila posvečena kot Budova učenca in postala prosvetljena kot arahanta. V svojem prizadevanju za širjenje sporočila o miru namesto vojne je poslal svojega sina Mahinda na otok Lanka, ki je bil znana tudi kot "Singalé". Temu otoku je vladal njegov dopisni prijatelj kralj Devanampiyatissa. Mahinda je bilo indijsko ime, ki je v singalščini postalo splošno znano kot "Mihindu".
V singalščini je Mihin-Thalé dobesedno 'planota Mihindu'. Ta planota je ravno območje na vrhu hriba, od koder naj bi arahant Mihindu poklical kralja Devanampiyatissa, s kraljevim imenom, ki mu je preprečilo, da strelja jelena v letu. Zato je "Mihin Thalé" poseben singalski termin. Tako se je mesto poimenovalo in je še vedno v lokalnem jeziku. Študija v lokalnem jeziku ima za to veliko dokazov.
Imenuje se tudi Cetiyagiri ali Sagiri, čeprav je bolj popularno znano kot Mihintale - zibelka budizma na Šrilanki.
Od antičnih časov je bilo za plezanje na Mihintale zgrajeno veliko število stopnic. Navedeno je, da je kralj Devanampiyatissa zgradil viharno (samostan) in 68 jam za bhikkhuje (menihe), da bi tam prebivali. Postopoma je naraslo število budističnih samostanov z vsemi odvisnimi zgradbami značilnimi za samostane tega obdobja.

## Opis

### Bolnišnica
Ob vznožju gore so ruševine bolnišnice, medicinske kopeli (ali kamniti kanuji z medicinskim oljem, v katerega so potapljali paciente), napis na kamnu in žare iz antičnega obdobja. Med bolnišnico in stopnicami, ki vodijo do skale, so ruševine velikega samostana. Na tleh kvadratne stavbe, ki je na eni strani dolga 38 metrov, so lepe rezbarije, kamnita ograja in stražni kamni. Ker je ta stran prepadna, so stopnice na vzhodni strani pobočja, prostrane in v 4 odsekih. Stopnišče ima do vrha 1840 stopnic iz granita. Na koncu prvega odseka na desni strani ravnine je majhen gorski vrh. Na tem se nahaja najbolj znana dagoba Kantaka Cetiya.
Heinz E Müller-Dietz (Historia Hospitalium 1975) opisuje, da je bolnica Mihintale morda najstarejša na svetu.

### Kantaka Cetiya
Kantaka Cetiya je krožna dagoba, ki ima osnovni obseg približno 130 m. Ima tri stopnje. V štirih glavnih smereh ima štiri fasade. Sprednji del se imenuje vaahalkada. Vse vaahalkade so okrašene s kipi škratov, živali, človeških, božanskih oseb in cvetličnih motivov. Ena najpomembnejših skulptur na fasadah Kantaka Cethiya je slon z glavo boga z dvema rokama. Saivites jo imenujejo Ganapati ali Ganeesaa. Skulpture Ganapatija so ustvarile zmedo med arheologi in zgodovinarji. Nihče ni mogel razložiti povezave med Ganapati Bogom in budizmom. Tako so singalski zgodovinarji in arheologi poskušali dati nekaj izmišljenih interpretacij.
Štiri vahaalkade' so obrnjene na štiri kardinalne strani in imajo na vrhu kvadratnih stebrov različne živali - slon na vzhodu, lev na severu, konj na zahodu in bik na jugu.
Večina indijskih in šrilanških arheologov meni, da obstaja simbolična povezava med temi živalmi in štirimi glavnimi smermi. Vendar se razlikujejo pri povezovanju določene živali z določeno smerjo.
Vendar so na mesečevem kamnu in levjem kapitelu Saranath našli, da so ti štirje živalski kipi v gibljivem položaju. Ob istem času so, na kovancih, zbranih na severu Šrilanke, na polotoku Džafna in Akurugodi Runune, našli naslednje oznake na njih: 1. lev na eni strani in skupina štirih pik, nameščenih v obliki kvadrata v sredini kroga na drugi strani; 2. konj na eni strani in skupina štirih pik, postavljenih v obliki kvadrata v središču kroga na drugi strani; 3. Bik na eni strani in skupina štirih pik, nameščenih v obliki kvadrata v središču kroga na drugi strani.
Tudi na severu in jugu Šrilanke so odkrili kovance, ki imajo na eni strani bika in na drugi strani slona. V Indiji so odkrili kovance z bikom na eni strani in levom na drugi strani.
Zato so živali lev, konj in bik združeni z isto skupino štirih stvari. Zato morajo živali, lev, konj in bik, simbolizirati človeka, ki je povezan s skupino štirih stvari.
Tako bi lahko prišli do zaključka, da štiri živali lev, konj, slon in bik simbolizirajo Budo, ki je povezan s štirimi plemenitimi resnicami. Nadaljnji študij kovancev, kipov, itd. bo potrdil ta sklep.
Singalski arheologi in zgodovinarji pravijo, da je kralj Suratissa zgradil to dagobo. Pesavalalu in sprednje strani so bile v veliki meri ohranjene. Obstajajo ruševine dagobe, ki so visoke 12 m. Menihi so prebivali v jami blizu nje. Dagobo je obnovil kralj Lajitisa. Nobenega dvoma ni, da je iz 1. stoletja pr. n. št.

### Refektorij
Dvorišče se nahaja ob koncu tretjega dela stopnišča. Na levi strani dvorišča je jedilnica. Pravokotnik je dolg 19 m in širok 7,6 m in je obkrožen s skladiščem. Ker je bil tukaj odkrit del cevi, je mogoče sklepati, da je bila zagotovljena sistematična in dobro načrtovana cevovodna shema. Tukaj se lahko vidi dve kamniti koriti, ki bi se uporabljali za shranjevanje hrane blizu jedilnice.
Na obeh straneh vhoda v stavbo sta dva napisa, vgravirana na dveh velikih ploščah iz granita, znanih kot kamniti napisi Mihintale. Na teh dveh kamnitih ploščah so vgravirana pravila in predpisi, ki se nanašajo na administrativne zadeve samostana. Ta napis, ki ga je namestil kralj Mihindu (956 – 976), vsebuje evidenco plačil uslužbencem. V bližini na drugi ravnini je dvorana za sestanke menihov. Tu so se menihi srečevali, da bi razpravljali o darmi in vinaji. To je bila odprta stavba s kvadratom 19 m in je bila zgrajena na 48 kamnitih stebrih. Sredi hodnika je platforma s štirimi vhodi.
Na vzhodu jedilnice je stupa, ki ima obseg 27 m. Do zdaj ni bila identificirana.

### Dagoba Ambasthala
Nahaja se na ravnici, blizu vrha gore in naj bi jo zgradil kralj Makalantissa. Razvaline kažejo, da je bila zgrajena hiša, ki obkroža steno. Dagoba sama naj bi vsebovala relikvije velikega apostola Mahinda. Tukaj je kralj Devanampiyatissa prvič srečal arahanta Mahinda. Tradicionalno mesto, na katerem je potekalo to srečanje, zaznamuje dagoba Ambasthala.

### Jama arahanta Mahinda
Ko nadaljujemo od dagobe Ambastale vzdolž ozke ceste, je na pobočju jama, znana kot Mihindu Guhawa ali jama arahanta Mahinde, kjer je prebival. Od jam je najbolj znana in najbolj sveta budistična jama s ploščadjo, na kateri je Thera Mahinda počival.

### Dagoba Maha
Ta velika dagoba, znana kot Maha Seya stoji na vrhu hriba Mihintale in jo je zgradil kralj Mahadathika Mahanaga (7-19), katere osnova ima premer 41 m. Bila je v slabem stanju, a je bila popolnoma obnovljena.

### Aradhana Gala
Na vrhu hriba je obraz Maha Seya. Le v zelo vetrovnem vremenu romarji ne obiščejo te skale, na katero jim pri vzponu pomaga železna ograja. V starodavnih knjigah, kot je Mahavamsa je zapisano, da je prišel Mahinda na Šrilanko, ko je potoval po zraku. Prišel je in pristal na vrhu Aradhana Gala, kjer je prvič srečal kralja Devanampiyatisa.

### Kaludiya Pokuna
V Mihintali je tudi eden od znamenitih ribnikov. Ime izhaja iz dejstva, da je voda v ribniku videti črna. Verjamemo, da je ob novi Luni Kalu Buda Rakita Tera sedel pod drevesom Timbirija, blizu Kaludiya Pokune in oznanjal osnove Kalakarama Sutta. Beseda kalu pomeni črno, beseda diya pomeni vodo, beseda pokuna pomeni ribnik.

### Naga Pokunɑ
Naga Pokuna, majhen ribnik na zahodni strani Ambasthalaye, je dosegljiv po stopnicah. Ime je posledica figur kač z njihovimi kapucami, ki se razprostirajo v ozadju in je eden najbolj znanih ribnikov.
Mahavamsa omenja ribnik z imenom Nagacatuska, povezan z informacijami o prihodu Thera Mahinde na Šrilanko. Tudi veliko poznejša kronika piše, da je kralj Aggabodhi I. (575-608) naročil zgraditi ribnik z imenom Nagasondi. Po teh podatkih je mogoče domnevati, da je naravni ribnik, znan kot Nagacatusca, pretvoril v človeški ribnik kralj Aggabodhija. Polnjen z deževnico, ta ribnik napaja vodo v Levjem ribniku, v dvorani Alms in za dnevne potrebe mihintalskih menihov. 

### Singha Pokunɑ
Ker tukaj stoji kip leva z dvema nogama, se uporablja ime Singha Pokuna. To je kraj, kjer so zbirali vodo za uporabo menihov. Voda je pritekla iz Naga Pokuna skozi predor. 